# Philodendron reticulatum
Philodendron reticulatum là một loài thực vật có hoa trong họ Ráy (Araceae). Loài này được Grayum mô tả khoa học đầu tiên năm 2005.